# Diaghiti
I Diaghiti (o anche Diaguitas, Calchaquì, Diaguita-Calchaquí), il cui vero nome etnico è Paccioca o pazioca,  sono una popolazione antica che viveva nei territori andini dell'Argentina nord-occidentale (le odierne province di Catamarca, Salta, Tucumán, La Rioja, nord di San Juan, sud-ovest di Santiago del Estero, nord-ovest di Córdoba) e anche nella regione cilena de il Norte Chico (cioè: Atacama e Copiapó).

## Storia
I Diaghiti, oggi del tutto scomparsi, avevano una cultura molto simile a quella dei quechua. Parlavano una lingua propria, il kakan ed erano dediti all'agricoltura. Erano abili costruttori e conoscevano la lavorazione dell'oro e dell'argento: notevoli infatti sono le loro lavorazioni in oro e argento martellinati per oggetti destinati a uso di culto o quotidiano.
Nei siti archeologici sono stati rinvenuti numerosi resti di arte funeraria, caratterizzata da decorazioni varie, costituita da tinte vivaci e raffigurazioni di animali, di croci e di spirali o di temi geometrici. Il motivo fondamentale resta però o una figura umana stilizzata oppure il felino.
Di notevole importanza anche la produzione di vasellame, talvolta ispirato al gusto incaico.

## Sottogruppi
I Diaghiti erano una popolazione costituita al suo interno da una moltitudine di sottogruppi o tribù. Gli etnologi hanno classificato tutte queste tribù in tre gruppi principali:
1. I Calchaquies (Cacán, Tocaqui) delle provincia di Salta, Valli di Quimivil e Santa Maria.
2. I Capayana (Cupayana), delle province di San Juan e La Rioja.
3. I Diaghiti (il ceppo originale dei Diaghiti).

### Elenco delle tribù
Questa è una lista delle tribù dei Diaghiti:
- Amaichá, province di Sierra de Aconquija, Tucumán.
- Guachipa, Valle di Guachipa, Salta.
- Solco, provincia di Tucumán.
- Tolombón (Pacioca), provincia di Tucumán, nella Valle di Tolombon.
- Tucuman (Tukma), .
- Amaná, città di Amaná, provincia di La Rioja.
- Chicoana (Pulare), provincia di Salta, Valle di Lerma.
- Indiani di Copiapó, provincia di Atacama, Cile.
- Indama (Ambargasta) a nord di Salinas Grandes, provincia di Santigo del Estero.
- Abaucan, nella Valle di Abaucan, Catamarca.
- Ancasti, Sierra de Ancasti, Catamarca.
- Andalgalá, Catamarca.
- Calingasta, Valle di Angaco, provincia di San Juan.
- Famatina, Valle di Famatina, provincia di La Rioja.
- Hualfin, Valle di Hualfín, Catamarca.
- Musitian, provincia di La Rioja, Sierra de los Llanos.
- Nonogasta - Valle di Chilecito, provincia di La Rioja.
- Quilmes, città di Quilmes, provincia di Tucumán.
- Sanagasta, Sierra de Velasco, provincia di La Rioja.
- Yocabil (Yocavil), Valle di Yocabil.